# Święty Dom Miłosierdzia

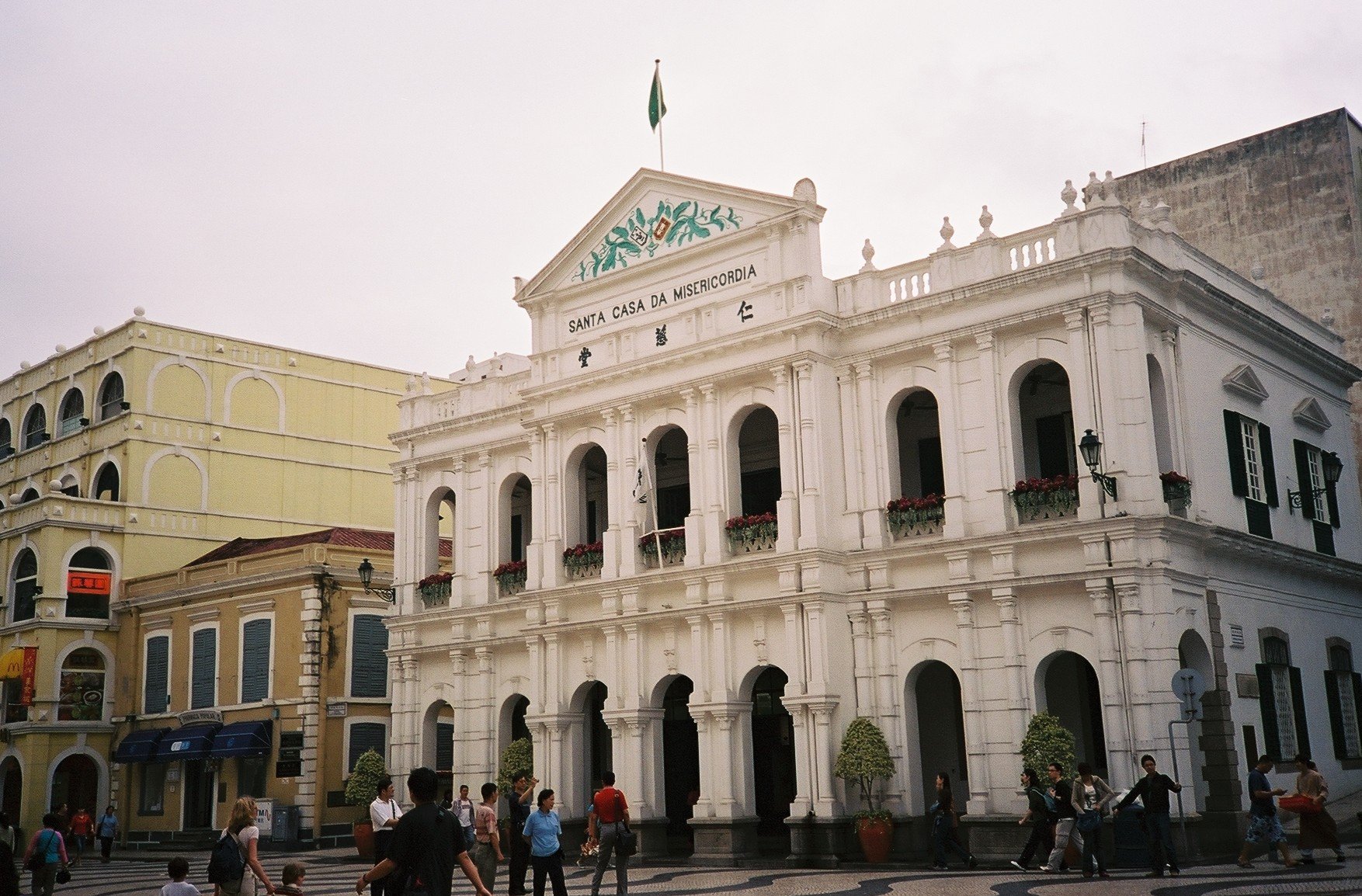
Święty Dom Miłosierdzia

Święty Dom Miłosierdzia (port.: Santa Casa da Misericórdia; chin. trad.: 仁慈堂大樓) – zabytkowy budynek w Makau, przy placu Largo do Senado; dawna siedziba portugalskiej organizacji zajmującej się dostarczaniem pomocy medycznej i socjalnej. Obecnie w budynku mieści się muzeum. Obiekt znajduje się w zabytkowym centrum Makau, które w 2005 zostało wpisane na listę światowego dziedzictwa UNESCO.
Budynek został wzniesiony w 1569 roku z polecenia Belchiora Carneiro, pierwszego biskupa Makau. Mieściła się w nim siedziba organizacji charytatywnej, która przyczyniła się m.in. do założenia pierwszego w Makau szpitala wzorowanego na placówkach europejskich, przytułku dziecięcego, żłobka i domu starców. Jednym z głównych celów Świętego Domu Miłosierdzia było udzielanie pomocy sierotom i wdowom po marynarzach, którzy zginęli na morzu. Dawniej przy budynku znajdowała się kaplica z dzwonnicą. W XVIII i XIX wieku obiekt przeszedł szereg renowacji, które nadały mu neoklasycystycznego wyglądu.
Budynek posiada dwie kondygnacje i osiąga 16 m wysokości. Do jego budowy wykorzystano głównie cegły i granit. W części frontowej, na obydwu piętrach, mieszczą się bogato zdobione arkady. Każdy z filarów pomiędzy arkadami został ozdobiony parą półkolumn (w środkowej części fasady występują także pilastry). Przypominająca portyk, centralna część fasady jest nieco wysunięta do przodu i zwieńczona frontonem.